# 오미조역
오미조역(일본어: 大溝駅)은 일본 후쿠오카현 미즈마군 오키정에 위치한 서일본 철도 덴진오무타 선의 역이다. 역 번호는 T35이다.

## 역사
- 1937년 10월 1일: 영업 개시.
- 1966년: 역사 개축.
- 2008년 5월 18일: IC카드 nimoca 사용 개시.
- 2017년 2월 1일: 역 번호 도입.

## 역 구조
섬식 승강장 1면 2선의 지상역으로 유인역이다. 하행선은 완전 직선이지만, 상행선은 속도 제한이 있다.

### 승강장
| 1 | ■ 덴진오무타 선 | 하행 | 야나가와・오무타 방면                                                      |
| 2 | ■ 덴진오무타 선 | 상행 | 다이젠지・니시테쓰쿠루메・니시테쓰후쓰카이치・니시테쓰 후쿠오카(덴진) 방면 |

## 역 주변
역 동쪽에는 니시테쓰가 분양한 신흥 주택지 "써니 빌라 오미조"가 일고 있으며 후쿠오카 시와 구루메 시의 베드 타운화에 따라 단독 주택과 아파트가 늘고 있다.
- 이시마루야마 공원
- 이온 슈퍼 센터 오키점(2008년 4월 개업)
- 신푸쿠지
- 오키 정립 오미조 초등학교
- 오미조 어린이집

## 인접역
| 서일본 철도 ■ 덴진오무타 선               | 서일본 철도 ■ 덴진오무타 선 | 서일본 철도 ■ 덴진오무타 선 |
| ----------------------------------------- | --------------------------- | --------------------------- |
| T34 이누즈카 니시테쓰 후쿠오카(덴진) 방면 | ■ 보통                      | 핫초무타 T36 오무타 방면    |